# Parawixia rigida
Parawixia rigida är en spindelart som först beskrevs av O. Pickard-Cambridge 1889.  Parawixia rigida ingår i släktet Parawixia och familjen hjulspindlar. Inga underarter finns listade i Catalogue of Life.